# Gerlof Mees
Gerlof Fokko Mees (16 juin 1926 - 31 mars 2013) est un ichtyologiste et ornithologue néerlandais. Conservateur de musées, il a également décrit le poisson-salamandre.

## Biographie
Gerlof Mees est né à Velsen, dans les Pays-Bas. De 1946 à 1949, il prend part, en tant que conscrit, aux opérations militaires visant à rétablir l'ordre dans les Indes orientales néerlandaises (dont l'indépendance vis-à-vis des Pays-Bas est reconnue par ceux-ci en 1949). Pendant cette période, il est pris d'intérêt par la famille des Zosteropidae (de l'ordre des passereaux).
Il fréquente l'université de Leyde, où il étudie la biologie et soutient sa thèse de doctorat en 1956. De mai 1955 à juin 1957, il est assistant du département des oiseaux du Rijksmuseum van Natuurlijke Historie (musée d'histoire naturelle) de Leyde. Par la suite il devient conservateur des vertébrés au Western Australian Museum, en Australie, de 1958 à 1963. Il décrit le poisson-salamandre (Lepidogalaxias salamandroides) en 1961. Il rentre aux Pays-Bas pour devenir conservateur des oiseaux au Rijksmuseum de Leyde jusqu'à sa retraite en 1991. Il retourne alors en Australie, et vit à Perth et Northcliffe. Il meurt à Busselton, en Australie-Occidentale, le 31 mars 2013.
L'Engoulevent de Mees tire son nom de Gerlof Mees.